# Leptonetela xinglong
Espèce
Leptonetela xinglong est une espèce d'araignées aranéomorphes de la famille des Leptonetidae.

## Distribution
Cette espèce est endémique du Guizhou en Chine,. Elle se rencontre dans le xian de Jinsha dans la grotte Chuan.

## Description
Le mâle holotype mesure 2,00 mm et la femelle paratype 2,50 mm.

## Étymologie
Son nom d'espèce lui a été donné en référence au lieu de sa découverte, Xinglong.

## Publication originale
- Zhu & Li, 2021 : Five new leptonetid spiders from China (Araneae: Leptonetidae). Zootaxa, no 4984(1), p. 281-299.